# Jean Naze
Pour les articles homonymes, voir Naze.

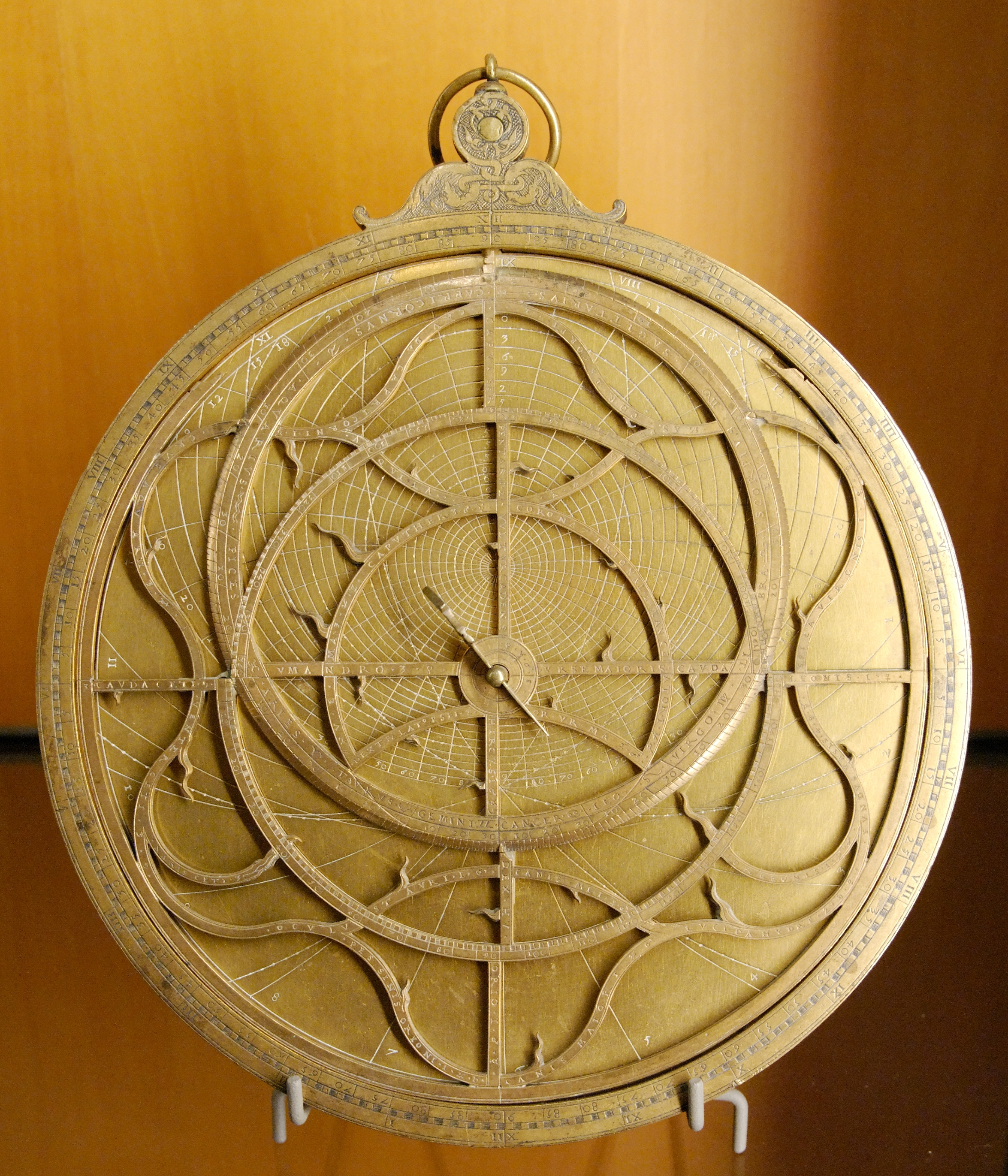
astrolabe conservé au Musée des Beaux-arts de Lyon

Jean Naze, né en 1539 et mort en 1581[réf. nécessaire], est un horloger et graveur français de la Renaissance ayant travaillé à Lyon.

## Biographie

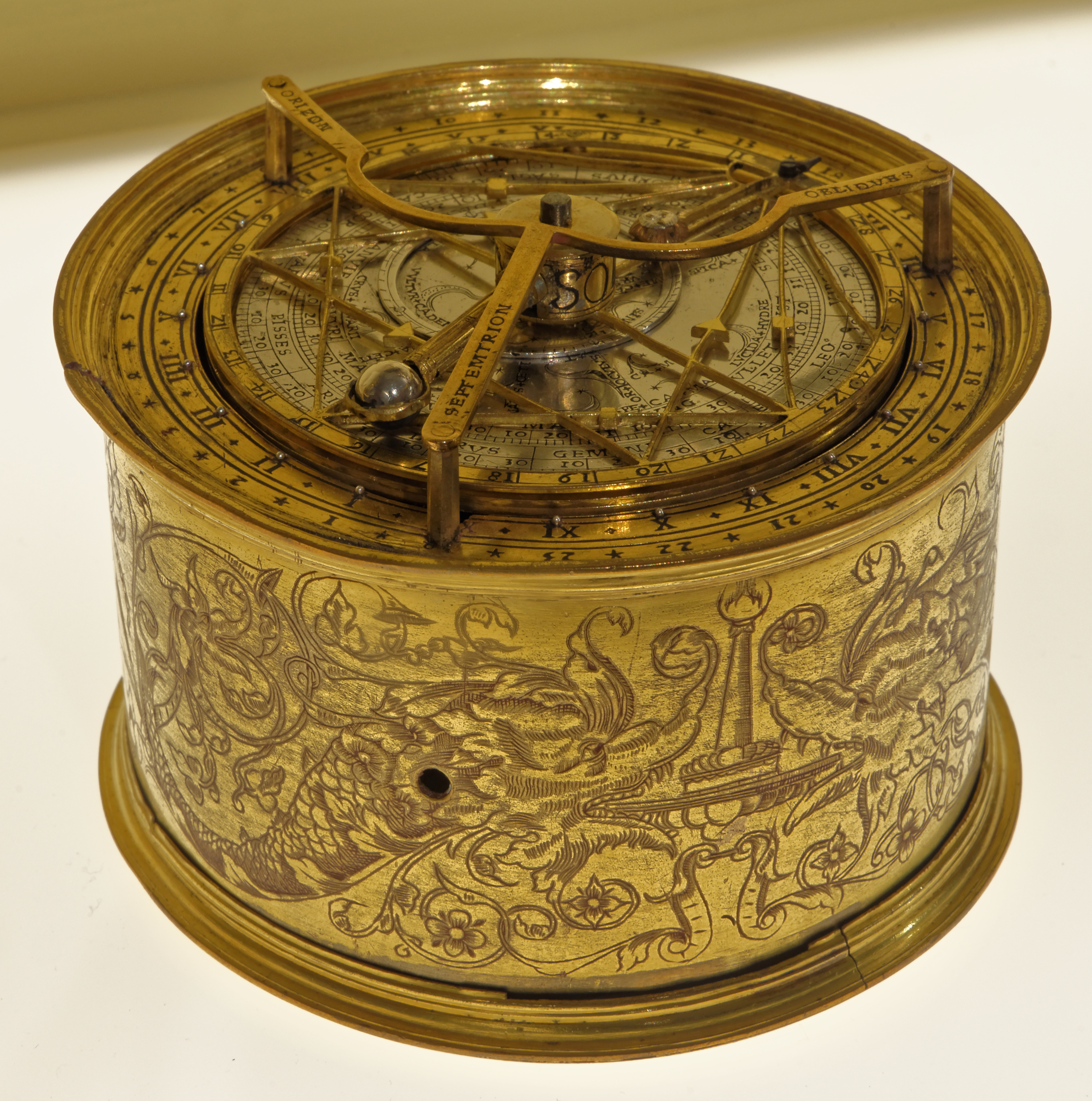
Horloge astrolabique circulaire

Jean Naze est né à Sailleville, hameau de la paroisse de Laigneville, dans le comté de Clermont en Beauvaisis. Cette paroisse est située le long de la Brèche, affluent de l’Oise. Il fait son apprentissage à Creil aux alentours de 1545. Le 29 janvier 1554 il acquiert une maison à Lyon et s’y installe. Il vit rue Grenette à l’enseigne à l’Atlas. Il fabrique et vend des montres et des horloges. Il fabrique de petites pièces modestes et de grandes pièces astronomiques de prix. Il meurt de la peste avec sa femme en avril 1581.

## Réalisations

### Astrolabe planisphérique de 1553
Cet astrolabe est resté inconnu du public et des spécialistes jusqu’à son acquisition par le Musée des beaux-arts de Lyon le 13 janvier 1966 pour 60 000 francs,.
C’est un grand instrument de laiton de 206 mm de diamètre pour 10 mm d’épaisseur. Sa gravure est nette et profonde et les inscriptions sont en capitales romaines. Sur sa face, le limbe est divisé en 360 degrés chiffrés de 1 à 90 dans chacun des quadrants et de I à XII en heures sur toute sa circonférence. Le trône, décoré d’entrelacs et de dauphins porte un anneau de suspension.
Sur son dos il porte deux cercles gradués, l’un à l’extérieur pour le limbe et l’écliptique et l’autre intérieur pour le calendrier.
L’astrolabe est en excellent état. Il manque un ostensor au recto et l’alidade au verso. Le clou, la clavette et l’anneau sont des pièces modernes. Cette pièce provient d’une famille du sud de la France, qui le tenait d’un ancêtre navigateur qui l’avait acquis au XVIIe siècle à Lyon.

### Autres pièces

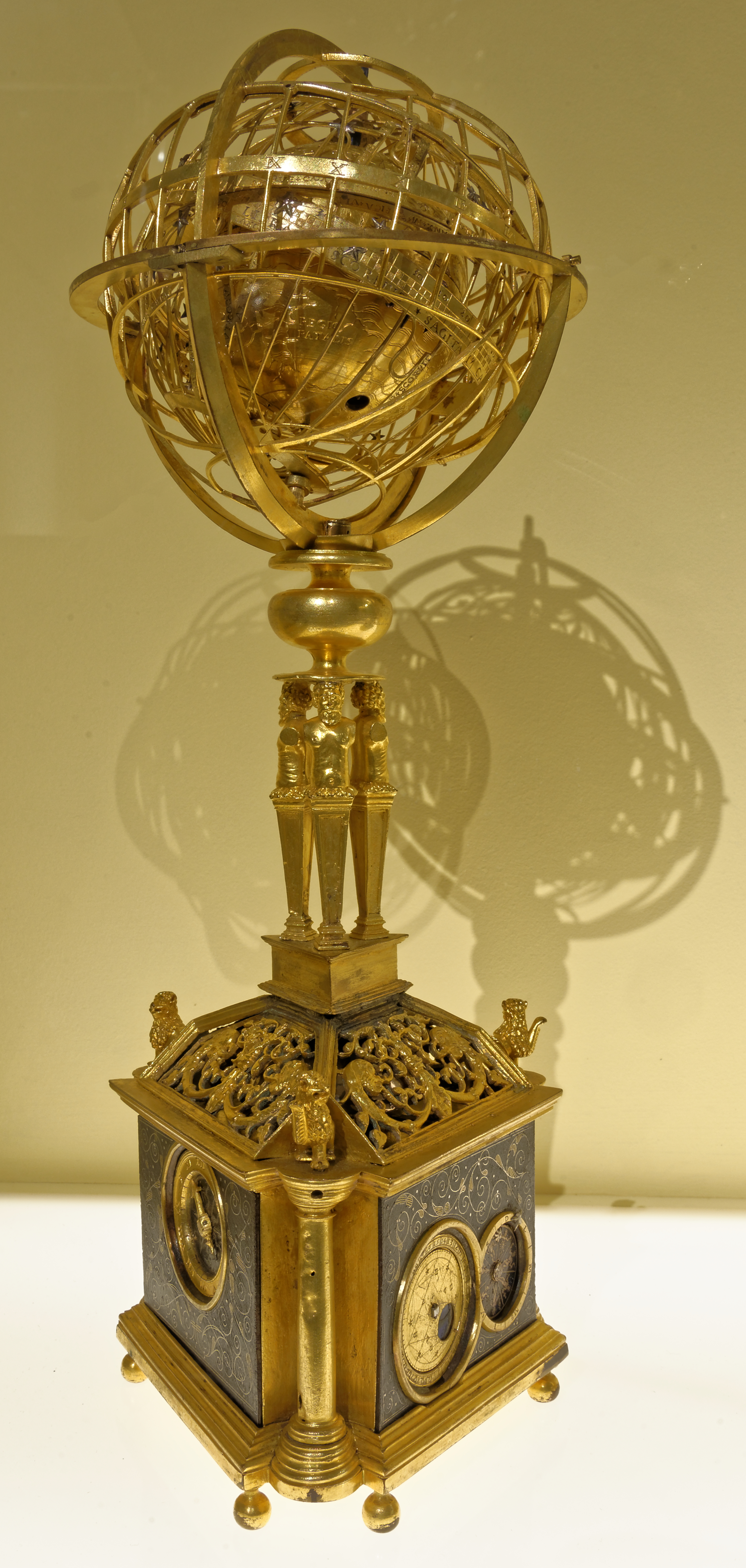
Horloge astronomique avec sphère Céleste mécanique, exposée au Musée des beaux-arts de Lyon en 2015, lors de l’exposition Lyon Renaissance. Arts et humanisme.

On connait quatre autres pièces de Naze conservées dans des musées : 
- Horloge de table, une horloge verticale hexagonale à deux étages, 1545 - 1581, Paris, Musée du Petit-Palais, Dutuit 1305
- L’horloge cylindrique horizontale, Paris, Conservatoire national des arts et métiers, no 20557.
- Horloge astronomique avec sphère Céleste mécanique, Kassel, Museumslandschaft Hessen Kassel, Astronomisch-Physikalisches Kabinett, Inv.: APK U 45.
- Une cage d’horloge carrée en cuivre gravée de sujets bibliques, Collection Eugène de Miller Aichoz, Vienne, Autriche.
- Horloge astrobalique circulaire, 1554 -1581, laiton gravé et doré, ciel en argent gravé, Musée de la renaissance, Inv C.CI.2162, Écouen, France. Non citée par Destombes et Brieux.